# Jean-Marc Germain

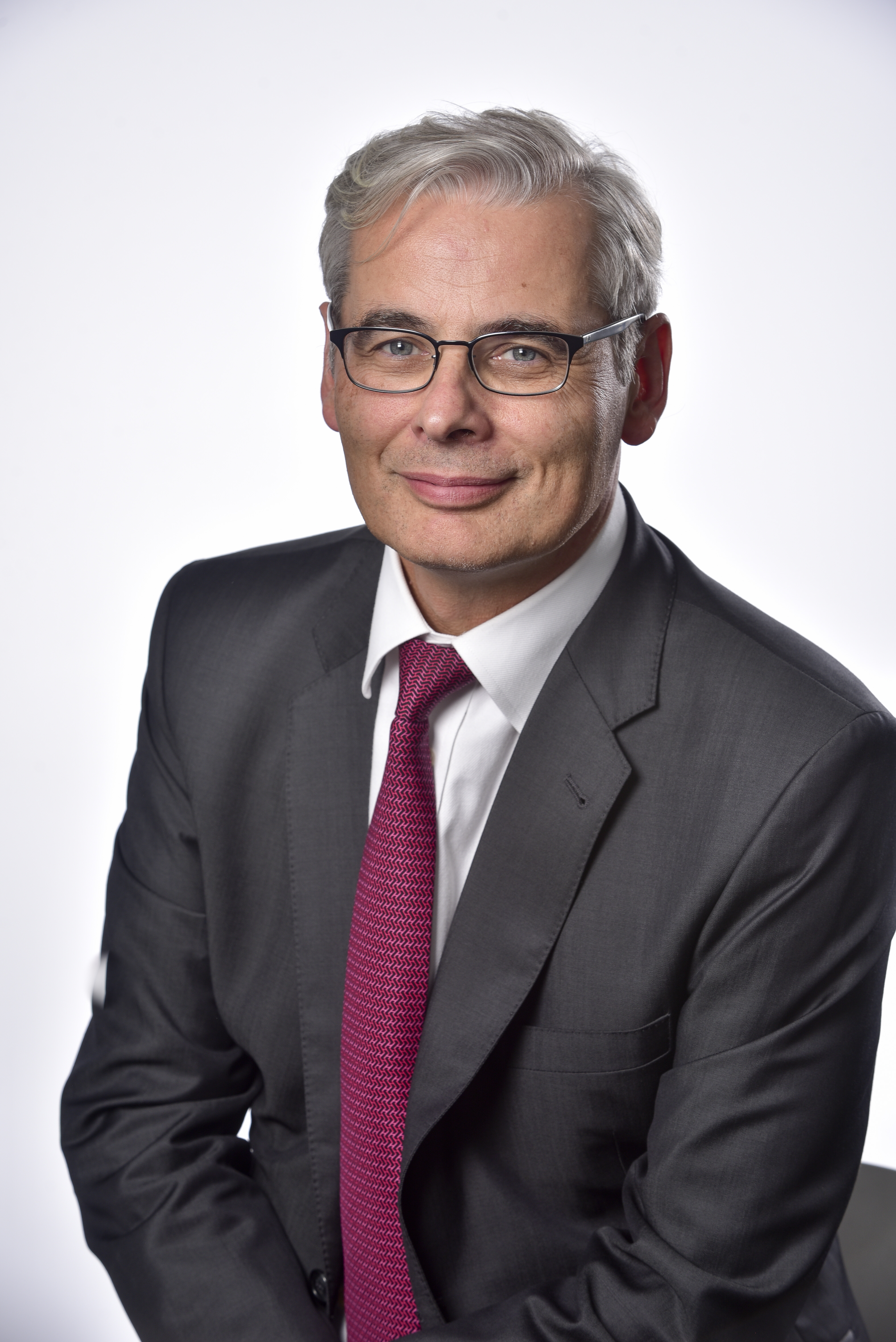
Jean-Marc Germain, 2018

Jean-Marc Germain (* 2. Januar 1966) ist ein französischer Manager. Er ist seit 2018 CEO von Constellium.

## Werdegang
Germain ist Absolvent des Ecole Polytechnique in Paris, Frankreich, und besitzt sowohl die französische als auch die amerikanische Staatsbürgerschaft. Er bekleidete zunächst Führungspositionen in der Aluminiumindustrie, einschließlich leitender Positionen in Operations, Verkauf & Marketing, Finanzplanung und Strategie bei Pechiney, Alcan und Novelis.
Danach war er Germain Chief Executive Officer von Algeco Scotsman, einem Dienstleister im Bereich mobile Raumsysteme und Lagerung mit Sitz in Baltimore. 